# Klubi i futbollit Vllaznia
Il Klubi i futbollit Vllaznia, (albanese per Club di calcio Fraternità), meglio noto come Vllaznia, è una società calcistica albanese con sede nella città di Scutari. Fondata nel 1919, è la società calcistica più antica esistente in Albania.
Dalla stagione 2022-23 milita nella Kategoria Superiore, la massima divisione del campionato albanese.

## Storia
È stato fondato come KS Bashkimi Scutari nel 1919 e questo lo rende il più antico club dell'Albania ancora in attività, nonostante un recente tentativo del Klubi i Futbollit Elbasani di fregiarsi di questo titolo. Nel 1929 fu rinominato Bashkimi Shkodran. Nel 1930 ci fu la prima partecipazione alla Kategoria e Parë, la seconda divisione del campionato albanese.
Quindi seguì un altro giro di ridenominazioni: nel 1935 fu rinominato KS Vllaznia Scutari, nel 1950 KS Scutari, nel 1951 Puna Scutari, nel 1958 ancora KS Vllaznia.
Nel 1978 ci fu la prima qualificazione alle Coppe europee, precisamente nella Coppa dei Campioni 1978-1979. Nel primo turno il Vllaznia sconfisse l'Austria Vienna per 2-0 in casa, ma fu poi sconfitta 1-4 in trasferta venendo eliminata. L'Austria Vienna raggiunse poi le semifinali di Coppa.
Nella Coppa delle Coppe 1987-1988 il Vllaznia raggiunse il secondo turno dopo aver battuto i maltesi dello Sliema Wanderers sia all'andata sia al ritorno. Nel turno preliminare della UEFA Champions League 2001-2002 il Vllaznia batté gli islandesi del KR Reykjavík prima di essere eliminato dal club turco del Galatasaray.
Il tedesco Ulrich Schulze, vincitore della Coppa delle Coppe con il Magdeburgo nel 1974, fu nominato nuovo allenatore del Vllaznia nell'estate del 2006.

## Strutture

### Stadio

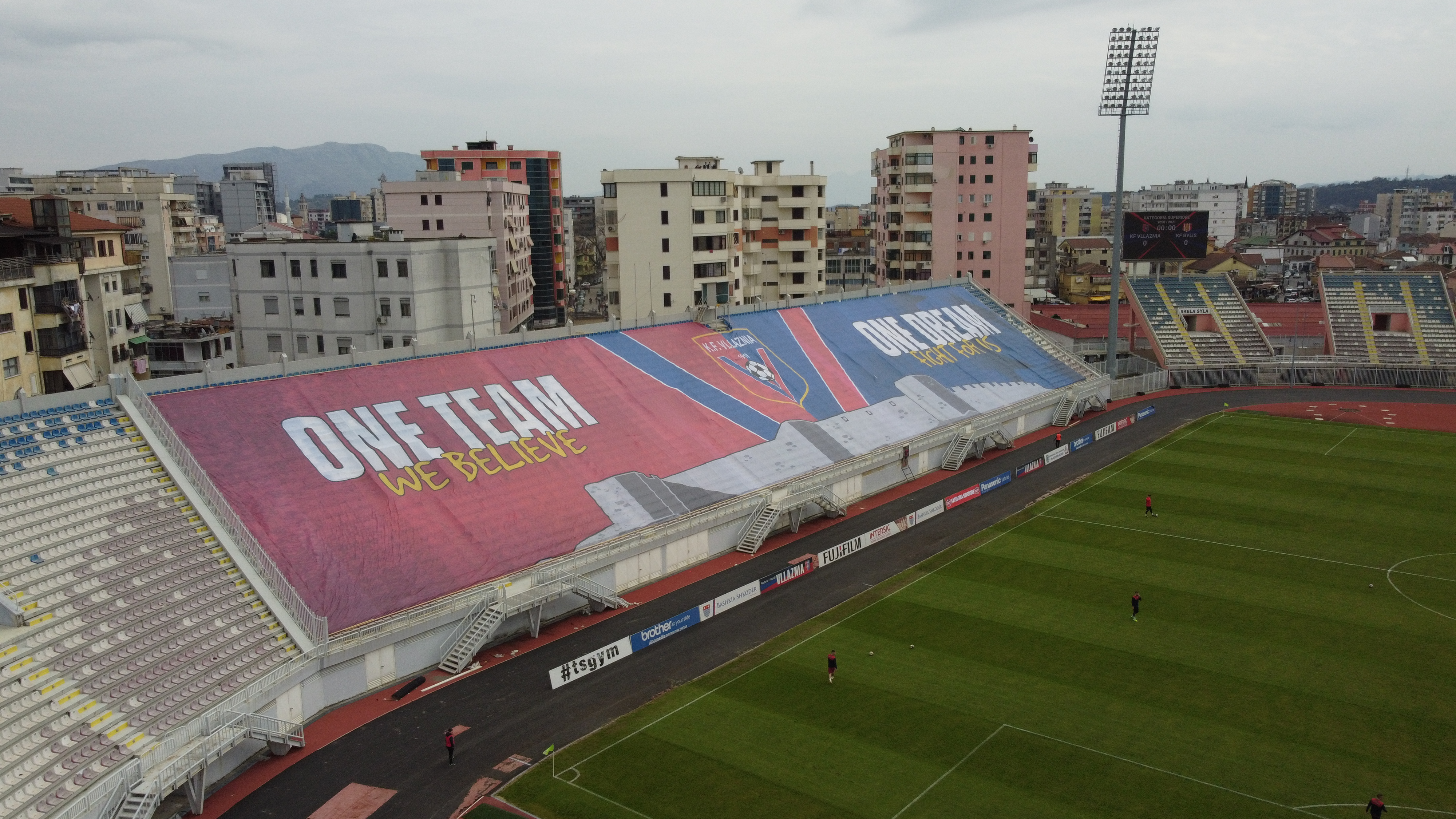
Immagine dello stadio Stadio Loro Boriçi.

Il Vllaznia gioca le sue partite casalinghe allo stadio Stadio Loro Boriçi.

## Società

### Organigramma societario
- Alban Xhaferi - Presidente
- Tefik Osmani - Direttore Sportivo
- Mikel Thepina - Fotograf

### Sponsor
| Cronologia degli sponsor tecnici - 2011-2012 - Legea - 2012-2016 - Onze - 2016-???? - Legea - 2021-oggi - Hospital One | Cronologia degli sponsor ufficiali - ????-oggi - Nessuno |

## Allenatori e presidenti
| Allenatori - 1980-1982 Medin Zhega - 1998-1999 Vasil Biçi - 2006-2007 Ulrich Schulze - 2007-2008 Mirel Josa - 2008-2009 Agim Canaj - 2009 Hasan Lika - 2009 Roland Luçi - 2009-2010 Eduard Martini - 2010 Mojaš Radonjić - 2010-2011 Mirel Josa - 2011 Elvis Plori - 2011-2012 Rudi Vata - 2012 Armir Grimaj - 2012-2013 Shpëtim Duro - 2013 Artan Bushati - 2013-2014 Agim Canaj - 2014 Samuel Nikaj - 2014 Dervis Hadziosmanović - 2014-2015 Baldassare Raineri - 2015 Luan Zmijani - 2015-2016 Armir Grimaj - 2016-2017 Armando Çungu - 2017-2018 Ernest Gjoka - 2018-2019 Hasan Lika - 2019-2020 Mirsad Jonuz - 2020 Hysen Dedja - 2020-2022 Thomas Brdarić - 2022-2023 Mirel Josa - 2023 Auron Miloti - 2023 Goce Sedloski - 2023 Migen Memelli - 2023-2024 Qatip Osmani - 2024- Thomas Brdarić | Presidenti - 2020-oggi Alban Xhaferi |

## Calciatori

### Capitani
- Elvin Beqiri (2013-2015)
- Ndriçim Shtubina (2015-2017)
- Erdenis Gurishta (2020-2022)
- Edian Kurtaj(2022 oggi)

## Palmarès

### Competizioni nazionali
- Campionato albanese: 9

1945, 1946, 1971-1972, 1973-1974, 1977-1978, 1982-1983, 1991-1992, 1997-1998, 2000-2001
- Coppa d'Albania: 8

1964-1965, 1971-1972, 1978-1979, 1980-1981, 1986-1987, 2007-2008, 2020-2021, 2021-2022
- Supercoppa d'Albania: 2

1998, 2001
- Kategoria e Parë: 2

1957, 1962

### Competizioni giovanili
- Kategoria Superiore U-21: 1

2022-2023

### Altri piazzamenti
- Campionato albanese:

Secondo posto: 1932, 1933, 1936, 1937, 1947, 1949, 1974-1975, 1998-1999, 2002-2003, 2008-2009, 2020-2021, 2024-2025
Terzo posto: 1930, 1934, 1950, 1952, 1969-1970, 1970-1971, 1975-1976, 1976-1977, 1979-1980, 1984-1985, 1986-1987, 1990-1991, 2003-2004, 2006-2007, 2010-2011
- Coppa d'Albania:

Finalista: 1965-1966, 1967-1968, 1969-1970, 1985-1986, 1998-1999, 2005-2006, 2009-2010
Semifinalista: 1951, 1952, 1957, 1973-1974, 1976-1977, 1977-1978, 1984-1985, 1987-1988, 1989-1990, 1992-1993, 1997-1998, 2000-2001, 2002-2003, 2003-2004, 2004-2005, 2008-2009, 2010-2011, 2022-2023, 2023-2024, 2024-2025
- Supercoppa d'Albania:

Finalista: 1992, 2008, 2021

## Statistiche e record

### Partecipazione ai campionati
| Livello | Categoria           | Partecipazioni | Debutto   | Ultima stagione | Totale |
| ------- | ------------------- | -------------- | --------- | --------------- | ------ |
| 1º      | Kategoria e Parë    | 57             | 1930      | 1997-1998       | 80     |
| 1º      | Kategoria Superiore | 23             | 1998-1999 | 2021-2022       | 80     |
| 2º      | Kategoria e Dytë    | 2              | 1956- 57  | 1961- 62        | 3      |
| 2º      | Kategoria e Parë    | 1              | 2018- 19  | 2018-2019       | 3      |

### Statistiche individuali
| Record di presenze - 244 Ndriçim Shtubina (2006-07, 2008-2011, 2012-oggi) - 201 Ardit Krymi (2014-oggi) - 152 Erdenis Gurishta (2015-oggi) - 132 Arlind Kalaja (2012-2018, 2020-oggi) - 104 Elvin Beqiri (1999-2003, 2007-2010, 2012-2015) | Record di reti - 42 Ndriçim Shtubina (2006-07, 2008-2011, 2012-oggi) - 19 Xhevahir Sukaj (2004-05, 2006-08, 2009, 2011-2012) - 13 Arlind Kalaja (2012-2018, 2020-oggi) |

## Organico

### Rosa 2025-2026
Aggiornata al 13 agosto 2025.
| N. |                    | Ruolo | Calciatore                       |
| -- | ------------------ | ----- | -------------------------------- |
| 1  | Albania (bandiera) | P     | Kristi Qarri                     |
| 2  | Albania (bandiera) | D     | Erdenis Gurishta (vice-capitano) |
| 6  | Albania (bandiera) | C     | Ardit Krymi                      |
| 7  | Kosovo (bandiera)  | A     | Lirim Kastrati                   |
| 9  | Albania (bandiera) | A     | Bekim Balaj (capitano)           |
| 10 | Belgio (bandiera)  | A     | Edon Murataj                     |
| 16 | Kosovo (bandiera)  | D     | Melos Bajrami                    |

| N. |                     | Ruolo | Calciatore         |
| -- | ------------------- | ----- | ------------------ |
| 20 | Albania (bandiera)  | A     | Esat Mala          |
| 25 | Albania (bandiera)  | C     | Klinti Qato        |
| 34 | Albania (bandiera)  | D     | Arsid Kruja        |
| 55 | Grecia (bandiera)   | D     | Alexandros Kouros  |
| 99 | Ghana (bandiera)    | A     | Alfred Mensah      |
|    | Germania (bandiera) | P     | Léon-Maurice Pöhls |
|    | Albania (bandiera)  | D     | Esin Hakaj         |

### Staff tecnico
- Allenatore:  Eduard Martini
- Vice-Allenatore:  Ndriçim Shtubina
- Preparatore dei portieri:  Avenir Dani
- Preparatore atletico:  Aleksandar Madzar
- Medico sociale:  Zyhdi Çoba
- Fisioterapista:  Ilirjan Haxhaja
- Massaggiatore:  Ruzhdi Mesi
- Direttore Generale:  Auron Miloti
- Direttore Sportivo:  Vioresin Sinani

### Rosa 2020-2021
| N. |                                 | Ruolo | Calciatore                  |
| -- | ------------------------------- | ----- | --------------------------- |
| 1  | Albania (bandiera)              | P     | Kristi Qarri                |
| 2  | Albania (bandiera)              | D     | Erdenis Gurishta (capitano) |
| 4  | Macedonia del Nord (bandiera)   | D     | Mevlan Adili                |
| 6  | Albania (bandiera)              | C     | Ardit Krymi (vice capitano) |
| 7  | Albania (bandiera)              | C     | Florind Bardulla            |
| 8  | Albania (bandiera)              | C     | Fjoart Jonuzi               |
| 9  | Bosnia ed Erzegovina (bandiera) | A     | Haris Dilaver               |
| 10 | Albania (bandiera)              | C     | Herald Marku                |
| 11 | Albania (bandiera)              | A     | Albion Avdijaj              |
| 14 | Albania (bandiera)              | C     | Arsid Kruja                 |
| 17 | Albania (bandiera)              | A     | Arlind Kalaja               |
| 18 | Macedonia del Nord (bandiera)   | D     | Aleksandar Isaevski         |
| 19 | Albania (bandiera)              | D     | Eni Imami                   |

| N. |                               | Ruolo | Calciatore                    |
| -- | ----------------------------- | ----- | ----------------------------- |
| 27 | Albania (bandiera)            | A     | Ardit Hoxhaj                  |
| 28 | Montenegro (bandiera)         | P     | Bojan Zogović                 |
| 29 | Brasile (bandiera)            | C     | Victor Matheus da Silva Matos |
| 31 | Macedonia del Nord (bandiera) | A     | Demir Imeri                   |
| 33 | Albania (bandiera)            | D     | Dajan Shehi                   |
| 47 | Albania (bandiera)            | C     | Eraldo Dede                   |
| 60 | Albania (bandiera)            | C     | Uheid Hoxha                   |
| 62 | Albania (bandiera)            | D     | Nertil Hoxhaj                 |
| 97 | Albania (bandiera)            | A     | Mehdi Çoba                    |
| 99 | Kenya (bandiera)              | A     | Ismael Dunga                  |
|    | Albania (bandiera)            | D     | Abdurraman Fangaj             |
|    | Germania (bandiera)           | D     | Tim Brdarić                   |
|    | Albania (bandiera)            | A     | Ardit Nikaj                   |

### Rosa 2019-2020
| N. |                               | Ruolo | Calciatore           |
| -- | ----------------------------- | ----- | -------------------- |
| 1  | Albania (bandiera)            | P     | Alen Sherri          |
| 2  | Albania (bandiera)            | D     | Erdenis Gurishta     |
| 3  | Albania (bandiera)            | D     | Samet Ruqi           |
| 4  | Macedonia del Nord (bandiera) | D     | Aleksandar Ristevski |
| 5  | Uganda (bandiera)             | D     | Godfrey Walusimbi    |
| 6  | Albania (bandiera)            | C     | Ardit Krymi          |
| 7  | Albania (bandiera)            | C     | Florind Bardulla     |
| 8  | Brasile (bandiera)            | C     | Hygor                |
| 9  | Albania (bandiera)            | A     | Belajdi Pusi         |
| 10 | Albania (bandiera)            | C     | Ndriçim Shtubina     |
| 11 | Albania (bandiera)            | A     | Silvio Zogaj         |
| 12 | Albania (bandiera)            | P     | Ted Laço             |

| N. |                               | Ruolo | Calciatore     |
| -- | ----------------------------- | ----- | -------------- |
| 13 | Albania (bandiera)            | D     | Renato Malota  |
| 14 | Albania (bandiera)            | C     | Arsid Kruja    |
| 16 | Albania (bandiera)            | C     | Behar Ramadani |
| 17 | Albania (bandiera)            | A     | Gilman Lika    |
| 21 | Albania (bandiera)            | C     | Herald Marku   |
| 22 | Macedonia del Nord (bandiera) | D     | Filip Gligorov |
| 23 | Albania (bandiera)            | D     | Elmir Lekaj    |
| 28 | Brasile (bandiera)            | A     | Sinho          |
| 33 | Albania (bandiera)            | D     | Dajan Shehi    |
| 44 | Albania (bandiera)            | D     | Xhuljo Tushi   |
| 99 | Brasile (bandiera)            | C     | Wenderson      |